# Looping Star
De Looping Star is een achtbaanmodel, ontworpen en gebouwd door Anton Schwarzkopf.

## Bouw
De attractie heeft twee treinen. De tweede trein werd meestal ingezet tijdens de drukkere dagen.
Hoewel de attractie een inversie maakt, is er op de originele treinen bij deze baan toch een stevige heupbeugel in plaats van de gebruikelijke schouderbeugel aanwezig, omdat er met een heupbeugel meer bewegingsvrijheid is. Anton Schwarzkopf maakte nooit gebruik van schouderbeugels.

## Kermissen
Het ontwerp werd voor de eerste keer gepresenteerd als mobiele achtbaan op Duitse kermissen. In 1978 werd het eerste exemplaar afgeleverd aan Oscar Bruch. Dit was de eerste achtbaan met een verticale looping in Duitsland.

## Pretparken
De achtbaan werd ook de eerste achtbaan met een verticale looping in Nederland en België, Attractiepark Slagharen (Thunder Loop) en Bobbejaanland (Looping Star) openden hun versie van deze baan in 1979. De achtbaan in Bobbejaanland werd in 2003 gesloopt en vervangen door Typhoon, een Euro-Fighter van Gerstlauer. Ook die in Slagharen werd in 2016 vervangen, eveneens door een baan van Gerstlauer, maar dan een Infinity Coaster genaamd Gold Rush. De baan in Slagharen was na 37 jaar te duur geworden in onderhoud.

## Overige exemplaren
Er werden 9 mobiele exemplaren gebouwd die verspreid waren in parken in Europa, Japan en de Verenigde Staten. Later werden andere achtbaantypes ook nog Looping Star genoemd, maar dit waren andere modellen, zoals het Silver Arrow-model.
Lijst van achtbaanmodellen ontworpen door Anton Schwarzkopf